# Cases Pere Català
Les Cases Pere Català és un conjunt de Sant Cugat del Vallès (Vallès Occidental) protegit com a Bé Cultural d'Interès Local.

## Descripció
Conjunt de dues cases aparionades i simètriques d'un cos cadascuna, que comparteixen una façana noble, amb obertures d'arc rebaixat rematades amb una faixa engaltada en els brancals i llinda amb l'ampit de les finestres del pis motllurat.
La composició és emmarcada per sengles pilastres en la planta baixa, que culmina en una petita cornisa i un sòcol de davantal en la planta pis, on les pilastres es transformen en un engaltat que imita falsos carreus els quals envolten el parament amb uns esgrafiats amb motius florals.
Les cases estan rematades per un fris amb una motllura que forma el dibuix d'un rombe horitzontal. Per damunt del fris falta la balustrada de coronament, probablement de peces ceràmiques o de morter modelat similar a les presents en altres edificis de la plaça Barcelona.
L'entrada a la casa de l'esquerra conserva encara la disposició tradicional amb el portal de fusta i la porta interior de vidriera, amb un arrambador de majòliques blaves.
L'excel·lent composició, fonamentada amb una simetria rigorosa amb l'èmfasi de les proporcions i el motiu repetit de l'arc rebaixat, els rombes o el fons esgrafiat fan que aquests edificis destaquin com uns bons exemples de l'arquitectura popular dels mestres d'obres del segle xix.

## Història
Pere Català i Farrés, veí de Sant Cugat del Vallès, en data 16 de juliol de 1871 sol·licità llicència d'obres per fer aquesta casa, segons plànols del mestre d'obres Agustí Mas.